# پتریک (کارولینای جنوبی)
پتریک(به انگلیسی: Patrick) شهری در ایالت کارولینای جنوبی کشور ایالات متحده آمریکا است که جمعیت آن در سرشماری سال ۲۰۱۰ میلادی، ۳۵۱ نفر بوده‌است.